# Communauté de communes de la Vallée d’Argelès-Gazost

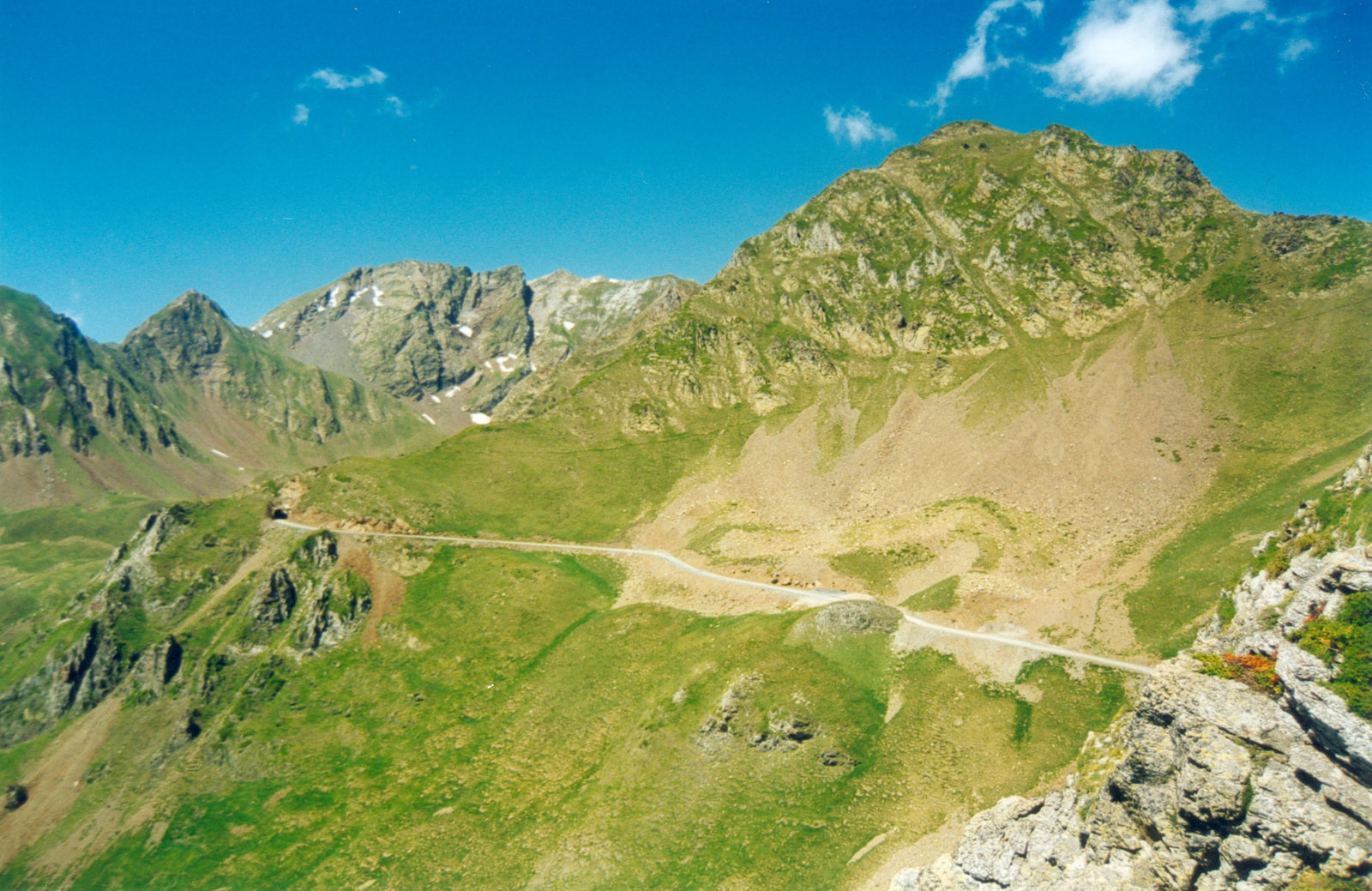
Blick vom Col du Tourmalet auf die Route du Pic du Midi

Die Communauté de communes de la Vallée d’Argelès-Gazost ist ein ehemaliger französischer Gemeindeverband mit der Rechtsform einer Communauté de communes im Département Hautes-Pyrénées in der Region Okzitanien. Sie wurde am 20. Dezember 1996 gegründet und umfasste 16 Gemeinden. Der Verwaltungssitz befand sich im Ort Argelès-Gazost.

## Historische Entwicklung
Mit Wirkung vom 1. Januar 2017 fusionierte der Gemeindeverband mit 
- Communauté de communes de la Vallée de Saint-Savin,
- Communauté de communes du Val d’Azun sowie
- Communauté de communes du Pays Toy

und bildete so die Nachfolgeorganisation Communauté de communes Pyrénées Vallées des Gaves.

## Ehemalige Mitgliedsgemeinden
1. Agos-Vidalos
2. Arcizans-Avant
3. Argelès-Gazost
4. Artalens-Souin
5. Ayros-Arbouix
6. Ayzac-Ost
7. Beaucens
8. Boô-Silhen
9. Gez
10. Ouzous
11. Préchac
12. Saint-Pastous
13. Salles
14. Sère-en-Lavedan
15. Vier-Bordes
16. Villelongue